# Sébastien Feller
Pour les articles homonymes, voir Feller.
Sébastien Feller, né le 11 mars 1991 à Thionville, est un joueur d'échecs français, grand maître international (GMI) depuis 2007. 
Jugé coupable de tricherie lors de l'Olympiade d'échecs à Khanty-Mansiïsk en septembre et octobre 2010, la Fédération internationale des échecs (FIDE) l'a suspendu de toute compétition  pendant une durée de 2 ans et 9 mois, à compter du 1er août 2012. Le 28 mai 2019, il est condamné par le tribunal correctionnel de Thionville à 6 mois d'emprisonnement avec sursis, faits qualifiés d'escroquerie.

## Carrière
Sébastien Feller commence à jouer aux échecs à l'âge de sept ans au club de Thionville. À onze ans, le maître international (MI) Fred Berend prend en charge son entraînement, puis le GMI français Iossif Dorfman, ancien champion de France et ex-entraîneur de Garry Kasparov, lui succède. Sébastien Feller progresse alors rapidement et devient Champion de France junior en 2007 ; l'année de la consécration puisqu'il enchaîne ensuite sur l'obtention des rangs de MI, puis de GMI. À 16 ans, il devient alors l'un des plus jeunes GMI français en activité.
En 2010, il remporte le championnat de France de blitz et le championnat de Paris.
Sélectionné en équipe de France à l'occasion de l'olympiade 2010, il remporte la médaille d'or au cinquième échiquier. Il est ensuite convaincu de triche dans cette compétition avec la complicité d'Arnaud Hauchard, entraîneur et sélectionneur national, et de Cyril Marzolo.
En avril 2011, il termine 7e au championnat d'Europe individuel à Aix-les-Bains, ce qui le qualifie théoriquement pour la coupe du monde 2011 qui se déroule entre le 26 août et le 21 septembre 2011 à Khanty-Mansiïsk en Russie. Il a réalisé une performance à 2766 Elo.
Il perd au deuxième tour de la coupe du monde 2011 face à Aleksandr Grichtchouk.
Son exclusion de la FIDE pendant 5 ans se termine le 6 mai 2015. Il reprend la compétition.

## Procédure judiciaire pour tricherie
Le 21 janvier 2011, la Fédération française des échecs (FFE) publie un communiqué sur son site Internet indiquant que le grand maître international Arnaud Hauchard, ainsi que le grand maître international Sébastien Feller et le maître international Cyril Marzolo, sont soupçonnés de  « tricherie organisée, manquement grave à l'éthique sportive, atteinte portée à l'image de l'équipe nationale olympique, dans le cadre du championnat du monde d'échecs par équipes qui s'est déroulé à Khanty-Mansiïsk (Russie), du 21 septembre au 3 octobre 2010 », et qu'elle saisit sa Commission de discipline à ce sujet. Le 24 janvier 2011, Sébastien Feller dément les accusations portées contre lui.
Feller et Hauchard auraient reconnu avoir triché lors d'une réunion en octobre 2010 devant des cadres de la FFE mais refusent de signer ces aveux. Feller aurait eu besoin de rembourser des dettes de jeu à Marzolo. Hauchard aurait aussi avoué avoir participé à la triche devant d'autres joueurs en 2011 mais nie par la suite. Ils vont s'engager dans de longues procédures judiciaires et administratives visant à nier les faits.
À la suite de l'Olympiade d'échecs à Khanty-Mansiïsk, Cyril Marzolo est en effet accusé d'avoir analysé les parties sur ordinateur et envoyé les coups à jouer par SMS à Arnaud Hauchard, le capitaine de l'équipe de France, ou Feller, de manière codée (sous forme de numéros de téléphone, certains chiffres représentant le numéro des coups, d'autres les cases de départ et d'arrivée). Arnaud Hauchard les transmettait ensuite à Sébastien Feller. Pour ce faire, il se déplaçait dans la salle et sa position indiquait le coup à jouer (chaque joueur de l'équipe de France ou de l'équipe adverse représentait un chiffre ou une lettre, en s'arrêtant un moment derrière lui, Hauchard le désignait à Feller),. Sébastien Feller a accompli dans cette Olympiade « une performance hors du commun », lui valant une médaille olympique,.
Le 19 mars 2011, la Commission fédérale de discipline de la Fédération française des échecs a reconnu Sébastien Feller, Arnaud Hauchard et Cyril Marzolo coupables d'atteinte à l'éthique sportive pour avoir triché lors du championnat du monde par équipe à Khanty-Mansiïsk.
Cette décision est alourdie par la commission d'appel, Sébastien Feller et la fédération ayant fait appel : Feller et Marzolo sont condamnés à 5 ans de suspension et Hauchard à 3 ans. La conciliation du 25 mai 2011 devant le comité national olympique et sportif français a proposé à Sébastien Feller d'accepter la décision de la commission car le dossier ne semble laisser « aucun doute ». Marzolo se désolidarise alors de Feller et Hauchard et avoue sa participation à la tricherie,.
Son avocat dépose ensuite un référé devant le tribunal de Versailles. Sébastien Feller n'a pas pu jouer le Top 12 avec son équipe d'Évry Grand Roque.
Le 29 juin 2011, la Cour d'appel de Versailles a suspendu les sanctions à leur encontre dans l'attente d'un jugement au fond se prononçant sur la légalité de cette sanction. La Cour refuse la transcription des SMS envoyés par Marzolo en raison du secret de la correspondance.
La commission d'éthique de la Fédération internationale des échecs a, par un jugement du 1er juillet 2012, déclaré Sébastien Feller coupable de triche durant l'Olympiade de Khanty-Mansiïsk, une compétition officielle (violation du paragraphe 2.2.5 du code d'éthique de la FIDE) et l'a, en conséquence, condamné à une exclusion de tout tournoi homologué par la FIDE pour une durée de 2 ans et 9 mois, à compter du 1er août 2012.
Par une ordonnance du 9 août 2012, le juge des référés du Tribunal de grande instance de Versailles l'a débouté de sa demande de suspension de la sanction prononcée par la FIDE. Cette décision a été confirmée par la Cour d'appel de Versailles dans un arrêt du 21 novembre 2012.
Le 28 mai 2019, Feller est condamné par le tribunal correctionnel de Thionville à 6 mois d'emprisonnement avec sursis pour avoir triché lors de l'Olympiade de Khanty-Mansiïsk, faits qualifiés d'« escroquerie ». Arnaud Hauchard et Cyril Marzolo sont condamnés à la même peine. Chacun des trois accusés doit aussi verser 1 euro de dommages et intérêts à la FFE.

## Palmarès
Son palmarès est le suivant :
- Champion de France (2010) de Blitz
- Champion de France junior en 2007
- Vice-champion d'Europe des moins de seize ans
- Cinq fois vice-champion de France dans les catégories jeune
- Vainqueur de l'open du Touquet
- Vice-champion de Belgique par équipe
- Vice-champion du Luxembourg par équipe
- Vainqueur du Championnat de Paris 2010[21]

Sébastien Feller évolue au club de Metz, après être passé par Thionville, Vandœuvre-lès-Nancy, Nice et Évry.